# Râul Saschiz
Râul Saschiz este un curs de apă, afluent al râului Scroafa. 